# Killing an Arab
Killing an Arab – pierwszy singel wydany przez zespół The Cure. Został nagrany w tym samym czasie co ich pierwszy album wydany w Wielkiej Brytanii, Three Imaginary Boys (1979), aczkolwiek nie został na nim zawarty. Po zyskaniu popularności postanowiono go dołączyć do albumu i wydano go na pierwszym amerykańskim krążku zespołu, Boys Don’t Cry (1980).

## Historia
Kompozytor Robert Smith opisał utwór jako „krótka impresja poetycka własnych wrażeń z kulminacyjnego momentu powieści Albert Camusa zatytułowanej Obcy (The Stranger)”. Tekst utworu opowiada o strzelaninie na plaży, w wyniku której śmierć ponosi tytułowy Arab zastrzelony przez narratora powieści (tekstu piosenki). Meursault, strzela do Araba stojąc na plaży po zapatrzeniu się na morze oraz będąc mocno oślepionym przez słońce odbijające się w morzu i w piaszczystej plaży, a także przez nóż trzymany przez napastnika.
Utwór ma kontrowersyjną historię i praktycznie od początku był postrzegany jako nawołujący do nienawiści przeciwko Arabom. W Stanach Zjednoczonych, pierwsza kompilacja singli zespołu Standing on a Beach (1986), została opakowana wraz z nalepką ostrzegającą o zawartości rasistowskiej utworu. Ponownie brak zrozumienia spotkał utwór podczas wojny w Zatoce Perskiej oraz w czasie ataków z 11 września 2001 co spowodowało, że „Killing an Arab” jest jedynym singlem z czasów albumu Three Imaginary Boys który nie został zamieszczony na wspomnianej wcześniej odmianie albumu po zremasterowaniu jej w 2004 roku. (album Boys Don’t Cry także pominięto)
Utwór został ożywiony w roku 2005, kiedy zespół wykonywał go na kilku festiwalach w Europie. Jednakże słowa zostały zmienione z „Killing an Arab” na „Kissing an Arab”. Smith dodał także, cały otwierający wers w tekście, który można było usłyszeć podczas koncertu w Royal Albert Hall, w Londynie, który odbył się 1 kwietnia 2006 roku. Tak zmieniony utwór nosi tytuł „Killing Another”. W takim wykonaniu można go było usłyszeć jeszcze w latach 2007–2008.
Dwie pierwsze linie z tekstu utworu dały nazwy dla kolejnych albumów składankowych zespołu, a były to Standing on a Beach, oraz jej odmiana Staring at the Sea.
„Killing an Arab” był nagrany ponownie przez zespół Frodus na wydanym w 1995 roku albumie tribute Give Me The Cure a kolejny raz w roku 2004 przez DJ Riton. Także zespół Electric Hellfire Club nagrał go na własnym wydawnictwie z roku 2000 Empathy for the Devil.

## Utwory na krążku
singel 7"
1. „Killing an Arab”
2. „10:15 Saturday Night”

## Skład zespołu
- Michael Dempsey – gitara basowa
- Robert Smith – gitara, śpiew
- Lol Tolhurst – perkusja